# Microparsus variabilis
Microparsus variabilis är en insektsart som beskrevs av Patch 1909. Microparsus variabilis ingår i släktet Microparsus och familjen långrörsbladlöss. Inga underarter finns listade i Catalogue of Life.